# Bosse Skoglund
Bosse Skoglund, född Bo Åke Skoglund den 10 april 1936, död 10 april 2021, var en svensk musiker, trumslagare och slagverkare.
Bosse Skoglund spelade många olika genrer, bland annat jazz, blues och reggae. Som jazzmusiker spelade han med Bernt Rosengren, Börje Fredriksson, Staffan Abeleen och Lars Gullin, och 1965 med den amerikanske saxofonisten Ben Webster på Gyllene Cirkeln. 
Skoglund var studiomusiker 1960–1967, bland annat på numera klassiska inspelningar som "Varm korv boogie" med Owe Thörnqvist, "Tunna skivor" med Siw Malmqvist och "Är du kär i mej ännu Klas-Göran?" med Lill-Babs. Han samarbetade från 1970-talet med Peps Persson. Skoglund spelade även trummor med Arbete & fritid (på livealbumet Ur spår! från 1975), Bo Hansson (på albumet El-ahrairah från 1977), Fläsket brinner och Babatunde Tony Ellis (på albumet No place to run från 1979). 
Han spelade bland annat med Peps Persson och sommargruppen "Varmare än korv" i Strömstad 1986. "Varmare än korv" var ett projekt som drevs av Totta Näslund och Nikke Ström där flera musiker under några somrar samlades på en restaurang i Strömstad. 
Men Skoglund är nog mest känd för allmänheten som reggae- och bluestrummis i Peps Blodsband, och spelade också rock med grupperna Nature och gitarristen Rolf Scherrers band Jaguar. Han var med i Bill Öhrströms Bill's Boogie Band, där även gitarristen Kenny Håkansson var med.  
Vid 70 års ålder gav Bosse Skoglund ut sin soloplatta Groovesopor, där han spelar alla instrument och även sjunger. Musiken spänner över ett brett fält; Från folkmusik till en mycket personlig version av Paul Ankas ”Diana”.

## Diskografi
Jazz
- Lars Gullin Octet: Blue Mail (LP 1960)
- Börje Fredriksson: Fredriksson special (LP 1961)
- Staffan Abeleen Quintet: Djingis Kahn (LP 1962)
- Bo Wärmell: Maj 1962 (LP 1962)
- Don Cherry, Bo Skoglund, Bengt Nordström: Psychology (LP 1963)
- Staffan Abeleen Quintet: Persepolis (LP 1964)
- Lars Gullin: Portrait of My Pals (LP 1964)
- Lars Gullin: Lars Gullin på Gyllene cirkeln (LP 1964)
- Hasse Alfredson: Hans Alfredson sjunger Blommig falukorv och andra visor för barn (LP 1964, CD 1996)
- Lasse Färnlöf: Ojojoj eller Sången om den eldröda hummern (LP 1965)
- Bernt Rosengren: Stockholm Dues (LP 1965, 1973, CD 1989)
- Staffan Abeleen Quintet: Downstream (LP 1966)
- Börje Fredriksson: Intervall (LP 1966)
- Gunnar Lindqvist (G.L. Unit): Orangutang (LP 1969)
- Nannie Porres med Claes-Göran Fagerstedts Trio: Club Jazz (LP 1970)
- Mike Castle: Kaliyuga express (LP 1970)
- Nannie Porres: I Thought About You (LP 1971)
- Nannie Porres: Jazz från det svenska 70-talet, samling (LP 1974)
- Lalle Svensson: Cockroach Road (LP 1974)
- Bengt Berger Old School: All Time High (CD 1999)
- Bernt Rosengren & Lalle Svensson: I Should Care: (CD-box 1999)
- Monica Zetterlund: Ett lingonris som satts i ett cocktailglas (CD-box 1995)
- Fager: Claes-Göran Fagerstedt with Friends (CD 2008)

Arbete & fritid
- Rolf Lundqvist/Arbete & fritid: Slottsbergets hambo å andra valser (LP 1972, CD 2005)
- Arbete & fritid: Club Jazz 6 (LP 1972)
- Arbete & fritid: Arbete & fritid (LP 1973)
- Arbete & fritid: Ur spår! (LP 1975)
- Margareta Söderberg/Arbete & fritid: Käringtand (LP 1976)

Folkrock/etno
- Mats Glenngård: Kosterläge (LP 1972)
- Thomas Mera Gartz: Sånger (LP 1976)
- Folk och rackare: Anno 1979 (LP 1979)
- Bengt Berger: Bitter Funeral Beer (LP 1981)
- Johnny Dyani: Witchdoctors Son Together (LP 1980)
- Per Tjernberg: Per Cussion (LP 1981)
- Christer Bothén: Trance Dance (LP 1981)
- Christer Bothén: Mother Earth (LP 1987)
- Bitter Funeral Beer Band med Don Cherry & Sridhar: Live in Frankfurt 82 (CD 2007)
- Per Tjernberg: Universal riddim (CD 2005)
- Zilverzurf: Full Freedom (CD 2014) [5]

Peps Persson/Peps Blodsband (blues, reggae)
- Linkin' Louisiana Peps & Blues Quality: Sweet Mary Jane (LP 1969)
- Hög standard (LP 1975)
- Droppen urholkar stenen (LP 1976)
- Pelleperssons kapell: Fyra tunnlann bedor om dan (LP 1977)
- Pelleperssons kapell: Persson sjunger Persson (LP 1982)
- Spår (LP 1978)
- Rotrock (LP 1980)
- En del och andra (LP 1984)
- Fram med pengarna (LP 1987)
- Spelar för livet (CD 1992)
- Bitar 1968–1992 (CD-box 1992)
- Rotblos (CD 1997)
- Äntligen! (CD 2005)

Blues/bluesrock
- Nature: Nature (LP 1972)
- Pugh & Nature: Tonkraft (LP 1973)
- Bill's Boogie Band: Live'n' lively in Helsinki  (LP 1987)
- Jan-Eric "Fjellis" Fjellström: See You in Hell Blind Boy (LP 1991)
- Sven Zetterberg: Blues from Within (CD 1998)
- Sven Zetterberg: Soul of a Man 1990-1999 (CD 2004)

Reggae
Med Ronny Åström
- Den ensamma människan (med Peps Blodsband) (LP 1976)
- Hampadängor (med Peps Blodsband) (LP 1979)

Med Babatunde Tony Ellis
- Irie (singel 1979)
- No Place to Run (singel 1981)
- Change Will Come (LP 1981)
- Desmond Foster: Under Oath (CD 2002)

Progg
- Turid Lundqvist: Bilder (LP 1973)
- Fläsket brinner: Tonkraft 1975–76 (samlings-LP 1975)
- Bo Hansson: El-ahrairah (Watership Down) (LP 1977)
- Mikael Ramel: Tredje skivan (LP 1977)
- Jan Hammarlund: Innan tåget är på väg (LP 1978)
- Mikael Ramels musikband: Rycker dig i svansen (LP 1979)
- Fläsket brinner: The Swedish Radio Recordings 1970–75 (CD-box 2003)
- Kärleksföreställningen Sånger för kvinnor och män YTF 50191 LP 1974

Övrigt
- Bosse Skoglund: Groove sopor (CD 2006)
- Split Vision & Great Grandpa: What's the Matter with U (CD 2014)
- inLOve: Sister Blue (CD 2010)
- Pohn Jettri: Aldrig tänkt lite mycket (CD 2015)
- Bosse Skoglund & Zilverzurf: Mantra Sessions (dubbel-CD 2016)